# Biblioteca Central de Zúrich

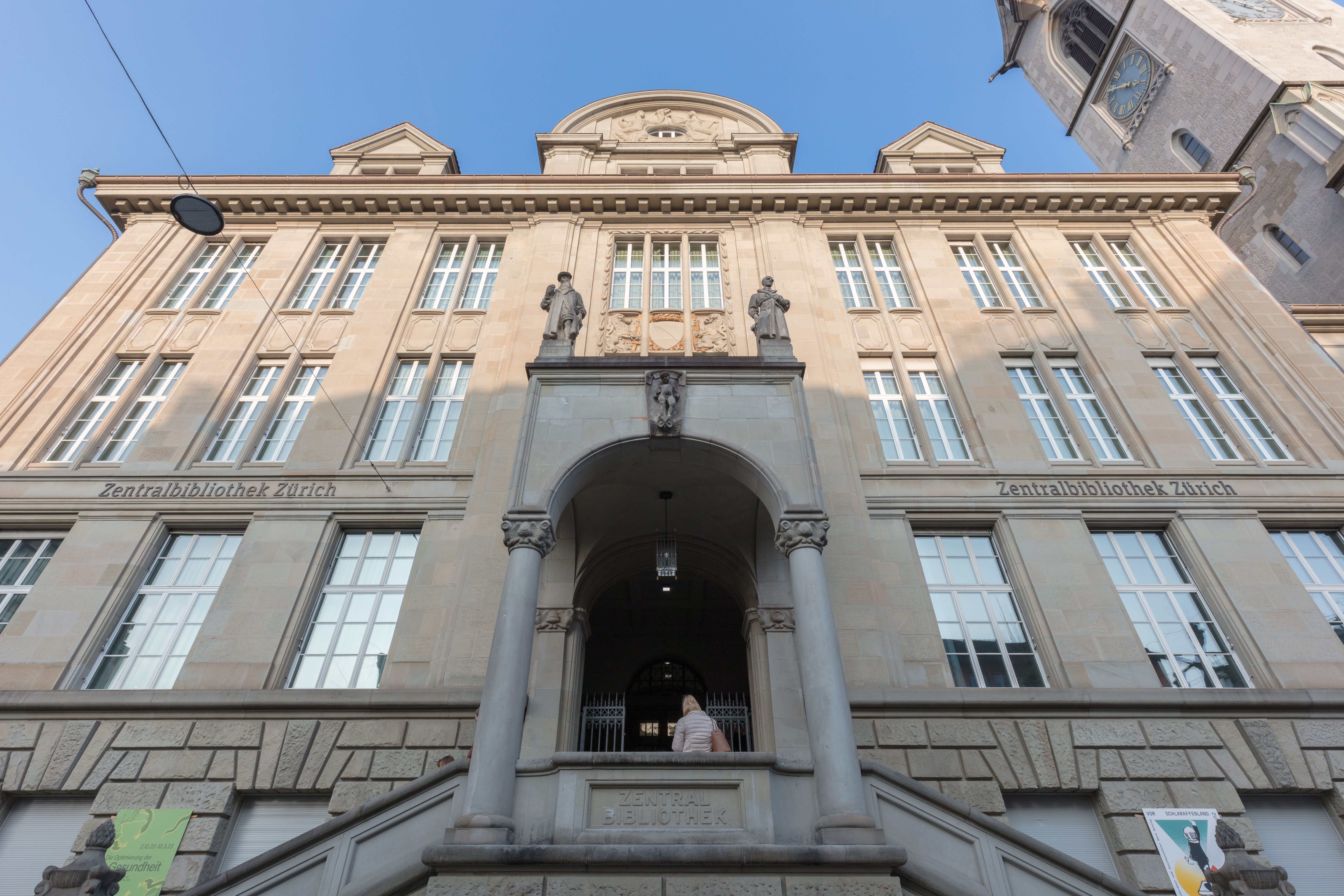
Vista de la fachada.

La Biblioteca Central de Zúrich (en alemán, Zentralbibliothek Zürich) es la biblioteca municipal de la ciudad de Zúrich, y a la vez de la Universidad de Zúrich. Fue fundada en 1914, fusionando las bibliotecas cantonal y municipal. Se sitúa en la Predigerkloster, en el barrio antiguo de Rathaus. 

## Historia
Su historia se remonta a la Stiftsbibliothek de la abadía de Grossmünster, cuya primera referencia se documenta en 1259. Gran parte de los fondos de esta biblioteca abacial se destruyeron durante la Reforma Protestante en Suiza, sobre todo durante una quema de libros el 14 de septiembre de 1525, reduciendo sus ejemplares a solo 470. Desde 1532, Konrad Pellikan (1478–1556) comenzó a rehacer la Stiftsbibliothek, especialmente con la adquisición de la biblioteca privada de Zwinglio y un catálogo de la biblioteca registraba más de 700 volúmenes en 1551. La biblioteca de la ciudad se estableció en 1634, y su política de no permitir libre acceso a la misma salvo a los ciudadanos de Zúrich condujo a disputas con la Universidad, lo que llevó al establecimiento de la biblioteca del Cantón en 1835, con fondos de la Stiftsbibliothek, de la recién creada Biblioteca de la Universidad y de la Gymnasiumsbibliothek.
La Biblioteca Central de Zúrich posee más de cinco millones de ejemplares, entre ellos, casi cuatro millones de libros impresos, más de 120.000 manuscritos, 243.000 mapas y 560.000 microfichas.